# هی آرنولد!
هی آرنولد! (انگلیسی: Hey Arnold!) یک سریال تلویزیونی انیمیشنی آمریکایی است که توسط کریگ بارتلت ساخته شده و از سال ۱۹۹۶ تا ۲۰۰۴ در شبکه نیکلودئون پخش شد.